# (21331) Lodovicoferrari
(21331) Lodovicoferrari ist ein Asteroid des Hauptgürtels, der am 17. Januar 1997 vom italo-amerikanischen Astronomen Paul G. Comba am Prescott-Observatorium (IAU-Code 684) in Arizona entdeckt wurde.
Benannt wurde der Asteroid nach dem italienischen Mathematiker und Schüler von Gerolamo Cardano Lodovico Ferrari (1522–1565), der die Lösung für Gleichungen vierten Grades fand und ab 1564 als Professor für Mathematik in Bologna lehrte.